# Maine Gandhi Ko Nahin Mara
Pour plus de détails, voir Fiche technique et Distribution.
Maine Gandhi Ko Nahin Mara (मैने गांधी को नहीं मारा, litt. « je n'ai pas tué Gandhi ») est un film indien de Bollywood réalisé par Jahnu Barua en 2005 avec Urmila Matondkar, Anupam Kher et Rajit Kapur.

## Synopsis
Uttam Chaudhary, professeur à la retraite, sombre dans la démence et dans sa confusion il est convaincu d'avoir tué le Mahatma Gandhi. Sa fille Trisha met tout en œuvre pour l'aider.

## Fiche technique
- Titre : Maine Gandhi Ko Nahin Mara
- Titre original : मैने गांधी को नहीं मारा
- Réalisateur : Jahnu Barua
- Scénario : Jahnu Barua et Sanjay Chauhan
- Musique : Bappi Lahiri
- Image : Raaj Chakravarti
- Production : Anupam Kher
- Montage : Deepa Bhatia
- Directeur artistique : Nitish Roy
- Styliste : Reza Shariffi
- Technicien du son : Ali marchand
- Langue : hindi
- Pays d'origine : Inde
- Date de sortie : 30 septembre 2005
- Format : Couleurs
- Genre : film dramatique
- Durée : 148 minutes[2]

## Distribution
- Anupam Kher :  Uttam Chaudhury
- Urmila Matondkar : Trisha Chaudhury
- Parvin Dabas : Siddharth
- Rajit Kapoor
- Boman Irani : Procureur général[2]

## Réception

### Box office
Le film est succès moyen au box-office et réussit à recouvrer le budget investi dans la production.
- Buget : 20 000 000 roupies indiennes
- Box-office : 25 100 000 roupies[3]

### Critique
Anupam Kher et Urmila Matondkar sont encensés par la critique et reçoivent de nombreux prix et nominations dans divers festivals.